# Schwarz-grüne Koalition
Unter einer schwarz-grünen oder grün-schwarzen Koalition (kurz Schwarz-Grün oder Grün-Schwarz) versteht man eine Koalition zwischen einer konservativen und/oder christdemokratischen Partei (Parteifarbe schwarz) und einer grünen Partei (Parteifarbe grün). Unter grüner Führung wird dies auch gemäß der Frucht als Kiwi-Koalition und in Österreich auch als türkis-grüne Koalition bezeichnet.

## Deutschland
In Deutschland bezeichnet schwarz-grüne Koalition eine Regierung unter Beteiligung einer oder beider Unionsparteien (CDU und CSU) und Bündnis 90/Die Grünen.

### Das Verhältnis zwischen Union und Grünen in den 1980er Jahren
Unter den Gründern der Grünen Partei gab es viele konservative Umweltschützer, der bekannteste unter ihnen war der vormalige CDU-Bundestagsabgeordnete Herbert Gruhl. Noch im Jahr der Parteigründung 1980 setzten sich jedoch die linken Kräfte bei den Grünen durch und die meisten Anhänger des rechten Flügels verließen die Partei wieder.
Nach dem Einzug der Grünen in den Bundestag 1983 gab es in der Union Überlegungen, die neue Partei zu verbieten oder sie als potentielle Gegner der freiheitlich-demokratischen Grundordnung zumindest vom Verfassungsschutz beobachten zu lassen.
Der grüne Landtagsabgeordnete in Baden-Württemberg Rezzo Schlauch war 1984 der erste prominente Politiker, der öffentlich davon sprach, sich ein schwarz-grünes Bündnis prinzipiell vorstellen zu können. Im selben Bundesland war Ministerpräsident Lothar Späth 1988 der erste CDU-Spitzenpolitiker, der Sympathie für die Grünen äußerte, als er davon sprach, dass die Grünen „die Interessantesten für mich sind“.

### Die Pizza-Connection
Angesichts der großen Kluft, die konservative und grüne Politiker in den 1980er Jahren inhaltlich, rhetorisch und habituell trennte, wirkte es geradezu provokativ, dass sich Mitte der 1990er Jahre junge Nachwuchspolitiker der Union und der Grünen zu regelmäßigen informellen Gesprächen in einer Bonner Pizzeria trafen. Der sogenannten „Pizza-Connection“ gehörten auf Seiten der Grünen unter anderem Cem Özdemir, Volker Beck sowie Matthias Berninger und auf CDU-Seite Norbert Röttgen, Peter Altmaier, Kristina Schröder, Ronald Pofalla, Hermann Gröhe, Eckart von Klaeden, Friedbert Pflüger sowie Andreas Krautscheid an.

### Kommunale Bündnisse seit Mitte der 1990er Jahre
| Schwarz-grüne Koalitionen in deutschen Großstädten | Schwarz-grüne Koalitionen in deutschen Großstädten | Schwarz-grüne Koalitionen in deutschen Großstädten |
| -------------------------------------------------- | -------------------------------------------------- | -------------------------------------------------- |
| 2001–2003                                          | Saarbrücken                                        |                                                    |
| 2003–2009                                          | Kiel                                               |                                                    |
| 2003–2004                                          | Köln                                               |                                                    |
| 2003–2005                                          | Kassel                                             |                                                    |
| 2004–2009, seit 2020                               | Essen                                              |                                                    |
| 2004–2009                                          | Duisburg                                           |                                                    |
| 2006–2016                                          | Frankfurt am Main                                  |                                                    |
| 2006                                               | Oldenburg                                          |                                                    |
| 2009–2013                                          | Aachen                                             |                                                    |
| 2009–2014                                          | Bonn                                               |                                                    |
| 2016–2020                                          | Köln                                               |                                                    |
| seit 2011                                          | Darmstadt                                          |                                                    |
| seit 2015                                          | Trier                                              |                                                    |
| seit 2018                                          | Wuppertal (ohne eigene Mehrheit)                   |                                                    |
| seit 2020                                          | Augsburg                                           |                                                    |
| 1994–1999, seit 2021                               | Mülheim an der Ruhr                                |                                                    |
| seit 2021                                          | Düsseldorf                                         |                                                    |

Schwarz-grüne Bündnisse gab und gibt es auf kommunaler Ebene seit Mitte der 1990er Jahre. Die ersten kamen in altindustriellen Gebieten in Nordrhein-Westfalen zustande, in denen die SPD lange eine monopolartige Stellung hatte. Mülheim an der Ruhr war 1994 die erste nordrhein-westfälische Großstadt, in der bis 1999 ein Bündnis aus CDU und Grünen regierte. Zeitweise gab es in Nordrhein-Westfalen auf kommunaler Ebene mehr schwarz-grüne als rot-grüne Koalitionen.
Auf Landkreisebene ist die längste bestehende schwarz-grüne Zusammenarbeit im hessischen Landkreis Marburg-Biedenkopf zu verzeichnen. Diese begann im Jahr 2001 (mit Beteiligung der FDP und Freien Bürgern) und wurde im Jahr 2006 und 2011 jeweils erneuert (seit 2011 ohne FDP-Beteiligung).
Größte Stadt mit einer schwarz-grünen Koalition ist aktuell Köln. Saarbrücken war die erste Landeshauptstadt mit einer schwarz-grünen Koalition (2001 bis 2003). Auch in der schleswig-holsteinischen Landeshauptstadt Kiel gab es von 2003 bis 2009 eine schwarz-grüne Koalition. In Oldenburg platzte eine schwarz-grüne Koalition nach der Kommunalwahl 2006 nach nur sieben Wochen, nachdem die CDU im Rat entgegen dem Koalitionsvertrag für den Bau eines umstrittenen Shoppingcenters neben dem Oldenburger Schloss gestimmt hatte. Zuvor war der CDU-Kandidat für das Oberbürgermeisteramt, Gerd Schwandner (parteilos), im zweiten Wahlgang durch die Unterstützung der Grünen gewählt worden.
In Freiburg im Breisgau stellen Die Grünen und Junges Freiburg zusammen die größte Fraktion im Gemeinderat und bis Juni 2018 den Oberbürgermeister Dieter Salomon. Zusammen mit der CDU-Fraktion ist eine häufig problemlose Zusammenarbeit festzustellen. Bundesweit bekanntestes gemeinsames Projekt dürfte der gescheiterte Verkauf der städtischen Wohnungsbaugesellschaft Stadtbau GmbH sein. Dies wurde von 70 Prozent der abgegebenen Stimmen deutlich im ersten erfolgreichen Bürgerentscheid Freiburgs abgelehnt.
Ebenfalls auf kommunaler Ebene sind Jamaika-Bündnisse zwischen CDU, Grünen und FDP häufiger vertreten.

### Landesebene

#### Annäherungen
Bereits im Vorfeld der Landtagswahl in Baden-Württemberg 1992 hatte der damalige Ministerpräsident Erwin Teufel erklärt, er wolle auch mit den Baden-Württemberger Grünen über eine Koalition verhandeln, ließ die Sondierungsgespräche mit der Partei dann aber platzen.
Im Vorfeld der Landtagswahl in Thüringen 2004 wurde über eine Koalition zwischen der CDU und Bündnis 90/Die Grünen spekuliert. 69 Prozent der Grünen- und 48 Prozent der CDU-Wähler in diesem Land hätten laut einer Emnid-Umfrage eine solche Koalition begrüßt. Auch vor der Landtagswahl in Sachsen 2004 war Schwarz-Grün nicht von vornherein ausgeschlossen.
Vor der Landtagswahl in Nordrhein-Westfalen 2005 zeigten sich die Spitzenkandidaten Jürgen Rüttgers (CDU) und Bärbel Höhn (Grüne) bei mehreren Fototerminen. Gemeinsam erklärten sie: „Schwarz-Grün liegt in der Luft“. Rüttgers setzte dann aber, trotz einer sich abzeichnenden knappen Mehrheit, auf einen Lagerwahlkampf und auf eine Koalition mit der FDP.
Der baden-württembergische Ministerpräsident Günther Oettinger (CDU) schloss vor den Landtagswahlen 2006 Schwarz-Grün für sein Bundesland, dessen Grüne als eher konservativ gelten, nicht aus. Obwohl die CDU mit großer Mehrheit die Koalition mit der FDP nach der Landtagswahl problemlos fortsetzen konnte, wurden ernsthafte Gespräche mit den zur drittstärksten Kraft erstarkten Grünen begonnen. Wenige Tage später aber beschloss die CDU, die schwarz-gelbe Koalition fortzusetzen. Der Grünen-Fraktionschef im baden-württembergischen Landtag, Winfried Kretschmann, strebte für die Zeit nach den Landtagswahlen 2011 ein schwarz-grünes Bündnis an. Im Zuge der seit 2010 verstärkt auftretenden Proteste gegen Stuttgart 21 und der von der schwarz-gelben Bundesregierung beschlossenen Laufzeitverlängerung deutscher Kernkraftwerke polarisierte sich der Wahlkampf jedoch. Bei der Landtagswahl 2011 kam es zu einer grün-roten Mehrheit, die Winfried Kretschmann zum ersten grünen Ministerpräsidenten wählte.
Im Land Bremen brachte Bausenator Jens Eckhoff (CDU) Schwarz-Grün für die Zeit nach der Bürgerschaftswahl im Jahr 2007 ins Gespräch.

#### Die erste schwarz-grüne Landesregierung in Hamburg (2008–2010)
Da in Hamburg die CDU nach der Wahl 2004 eine absolute Mehrheit in der Bürgerschaft errang, erübrigte sich die Bildung einer Koalition. Allerdings bildeten die CDU und GAL schwarz-grüne Koalitionen auf Bezirksebene. Die frühere grüne Hamburger Senatorin Krista Sager kündigte im September 2007 an, dass Schwarz-Grün nach der Hamburger Bürgerschaftswahl im Februar 2008 eine sehr realistische Option sei. Auf ihrem Landesparteitag im Oktober 2007 hielten die Hamburger Grünen die Option Schwarz-Grün offen und schlossen zugleich jede Zusammenarbeit mit der Partei Die Linke aus. Auch der Bürgermeister Ole von Beust zog im Wahlkampf 2008 diese Koalition einer Koalition mit der SPD vor, für den Fall, dass bei der Wahl die absolute Mehrheit der CDU nicht bestätigt würde. Bei der Bürgerschaftswahl am 24. Februar 2008 erhielten CDU und GAL insgesamt eine absolute Mehrheit, so dass die Bildung einer schwarz-grünen Koalition rechnerisch möglich war. Zwischenzeitlich beschlossen beide Parteien die Aufnahme von Koalitionsverhandlungen. Am 16. April 2008 wurde in Hamburg zwischen CDU und GAL die grundsätzliche Einigung der Fraktionsspitzen auf einen Koalitionsvertrag öffentlich bekannt gegeben. Am 27. April 2008 stimmte die Basis der GAL Hamburg dem Koalitionsvertrag zu. Mit der Zustimmung des CDU-Landesparteitags am 28. April war die erste schwarz-grüne Koalition in Hamburg von beiden Parteien beschlossen. Der schwarz-grüne Senat von Beust III war ab dem 7. Mai 2008 im Amt, bevor er nach dem Rückzug von Beusts am 25. August 2010 vom Senat Ahlhaus abgelöst wurde.
Am 28. November 2010 gaben die Grünen bekannt, dass sie die Koalition verlassen werden. Damit war das erste schwarz-grüne Bündnis auf Länderebene geplatzt. Bei der anschließenden Neuwahl 2011 verlor die CDU mit einem Minus von 20,7 Prozentpunkten fast die Hälfte ihres Stimmenanteils von 2008, während die Grünen leicht zulegen konnten. Die SPD erlangte die absolute Mehrheit.

#### Schwarz-grüne Koalition im Landeswohlfahrtsverband Hessen
Schon im Jahr 2005 kam es im Landeswohlfahrtsverband Hessen, dem „Hessischen Sozialparlament“, zu einer schwarz-grünen Zusammenarbeit unter Beteiligung der FDP (Jamaika-Bündnis). Mit Erstarken der Grünen nach der hessischen Kommunalwahl 2011 schied die FDP aus dem Bündnis aus und nach dem Abschluss eines schwarz-grünen Koalitionsvertrags wurde der damalige Landtagsabgeordnete der Grünen, Andreas Jürgens, zum hauptamtlichen Ersten Beigeordneten gewählt.

#### Koalition in Hessen (2014–2024)
Die Landtagswahl in Hessen 2013 fand am selben Tag statt wie die Bundestagswahl 2013. Volker Bouffier (CDU), Hessischer Ministerpräsident seit September 2010, war Spitzenkandidat der CDU. Die CDU erhielt 38,3 % (+1,1 Prozentpunkt); die SPD 30,7 (+7,0 Prozentpunkte), die FDP 5,0 (−11,2 Prozentpunkte), die Grünen 11,2 (−2,2 Prozentpunkte), die Linke 5,2 %.
Die bis dahin bestehende schwarz-gelbe Koalition hatte keine Mehrheit der Sitze im Hessischen Landtag mehr. In den Sondierungsgesprächen nach der Landtagswahl wurden auch Möglichkeiten für eine Große Koalition oder eine rot-rot-grüne Koalition ausgelotet. Nach vier Sondierungsgesprächen zwischen den Verhandlungsführern Bouffier und Tarek Al-Wazir (Grüne) bot die CDU am 22. November 2013 den Grünen die Aufnahme der ersten schwarz-grünen Koalitionsverhandlungen in einem deutschen Flächenland an. Dies tat sie, obwohl die SPD ihre Bereitschaft zu einer Großen Koalition signalisiert hatte (die sich zur gleichen Zeit auf Bundesebene abzeichnete).

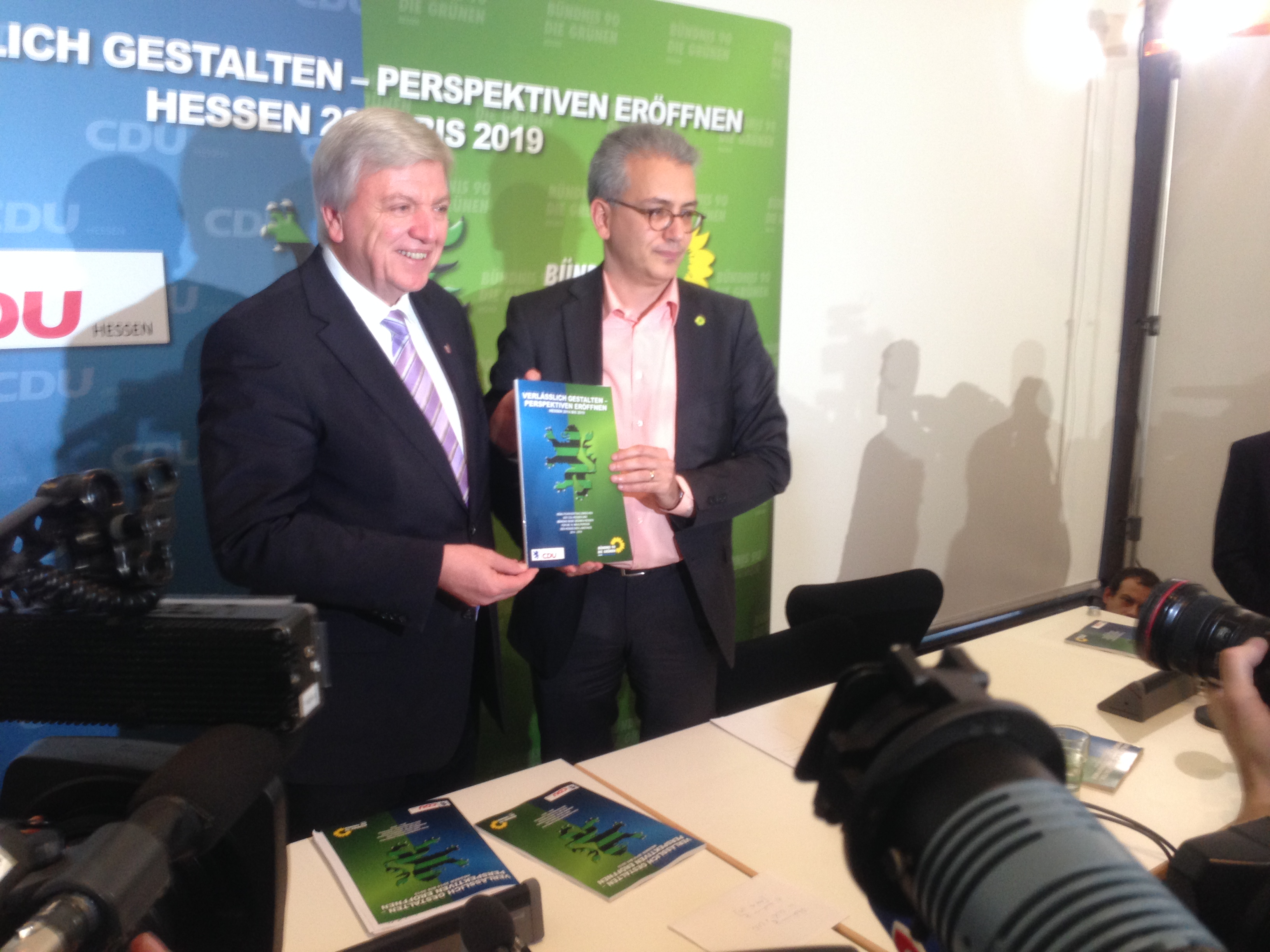
Bouffier (CDU) und Al-Wazir (Grüne) präsentieren den schwarz-grünen Koalitionsvertrag am 18. Dezember 2013.

Dieses Angebot nahm der Parteirat der Grünen mit einer Mehrheit von 51:6 Stimmen an. In der Nacht vom 16. auf den 17. Dezember 2013 einigten sich CDU und Grüne auf einen Koalitionsvertrag unter dem Titel Verlässlich gestalten – Perspektiven eröffnen. Nachdem der CDU-Landesausschuss am 21. Dezember 2013 dem Koalitionsvertrag einstimmig zugestimmt hatte, stimmten noch am selben Tag die Mitglieder der Grünen auf einem Landesparteitag mit 74,24 Prozent für den Koalitionsvertrag.

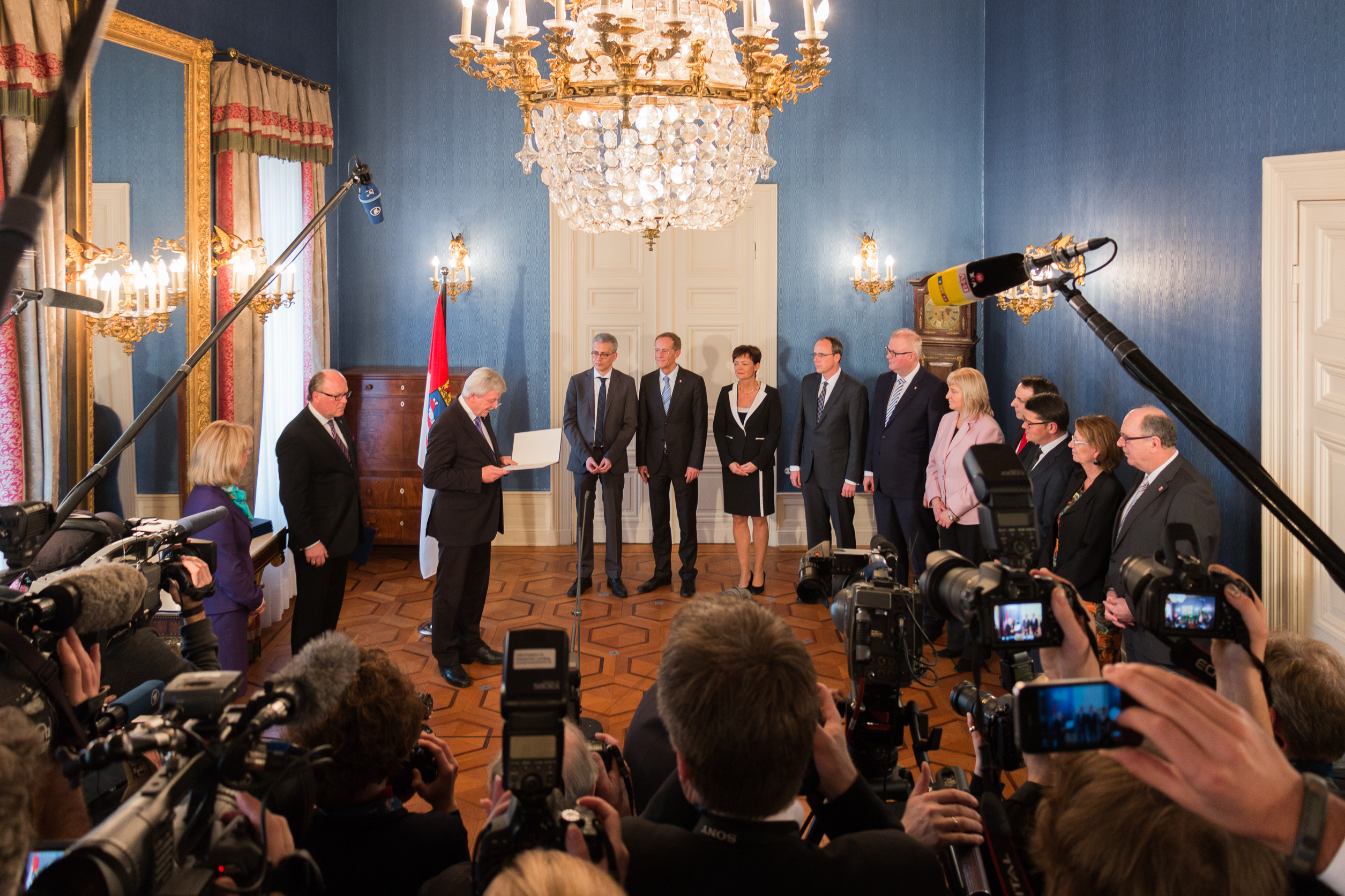
Ernennung der Minister des schwarz-grünen Kabinetts Bouffier II am 18. Januar 2014.

Am 18. Januar 2014 wurde Volker Bouffier in der konstituierenden Sitzung des Hessischen Landtags mit 62 Stimmen als Ministerpräsident wiedergewählt und erhielt somit eine Stimme mehr als CDU und Grüne auf sich vereinten. Anschließend wurde das Kabinett Bouffier II ernannt und vereidigt.
Durch den Stimmenzugewinn der Grünen erreichte die schwarz-grüne Landesregierung bei der Landtagswahl in Hessen 2018 trotz der Stimmenverluste der CDU eine Ein-Stimmen-Mehrheit. Damit hatte zum ersten Mal eine schwarz-grüne Koalition oberhalb der Kommunalebene über eine gesamte Legislaturperiode Bestand und wurde sogar bestätigt.

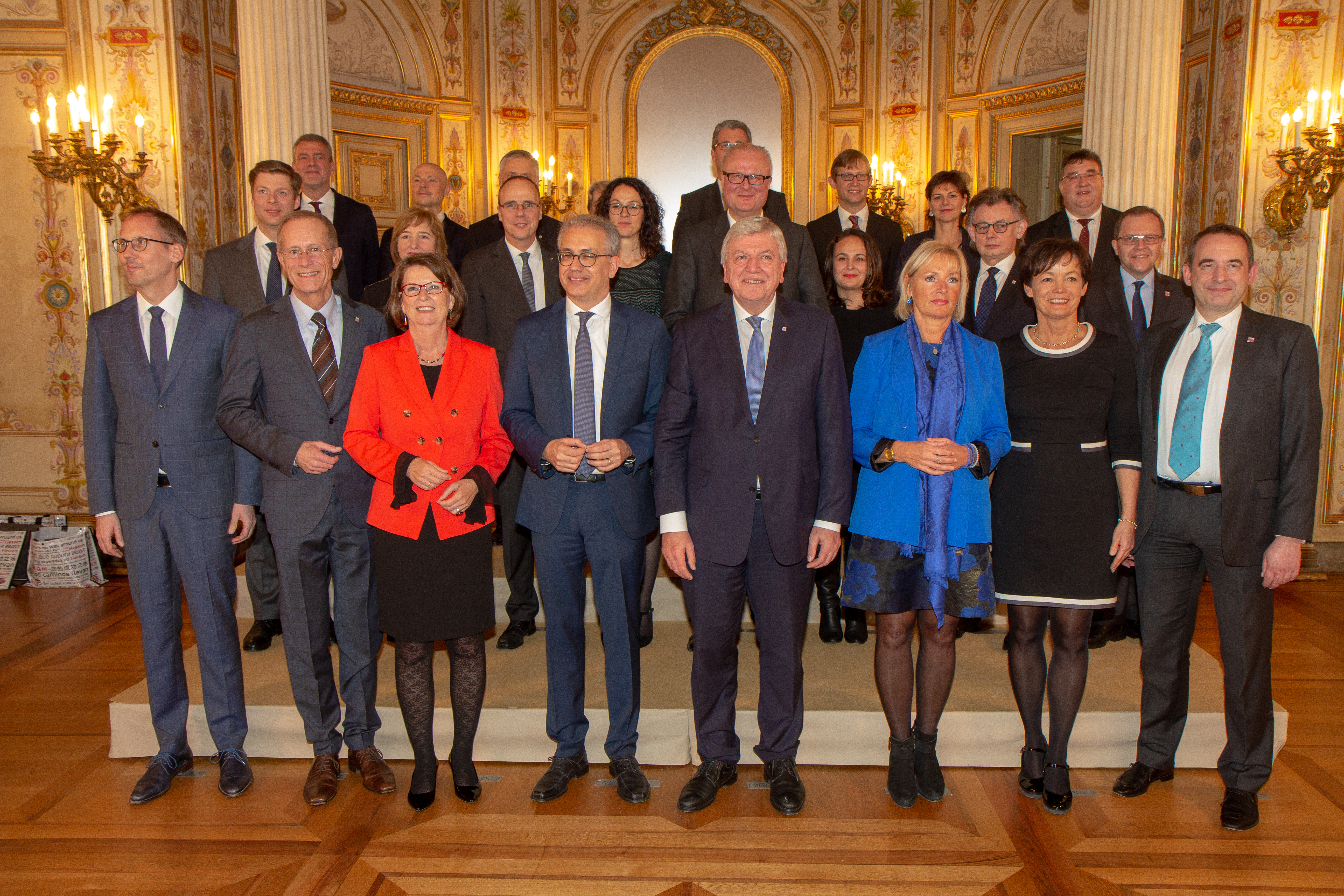
Konstituierende Sitzung des Hessischen Landtages am 18. Januar 2019 in Wiesbaden.

Nach den ersten Sondierungsgesprächen wurden Alternativen zu einer Fortsetzung von Schwarz-Grün jeweils mindestens von einem potenziellen Koalitionspartner abgelehnt. Daher beschlossen die Landesvorstände von CDU und Grünen unmittelbar nach der Verkündung des endgültigen Wahlergebnisses jeweils einstimmig die Aufnahme von Koalitionsverhandlungen über eine Verlängerung der Zusammenarbeit für weitere fünf Jahre. Nach erfolgreichen Verhandlungen wurde der zweite Koalitionsvertrag von Schwarz-Grün in Hessen im Dezember 2018 unterzeichnet. Am 18. Januar 2019 wurde das Kabinett Bouffier III vereidigt.
Nach dem Rücktritt von Ministerpräsident Bouffier wurde am 31. Mai 2022 das Kabinett Rhein I gebildet. Nach der Landtagswahl 2023 wurde im Januar 2024 ein schwarz-rotes Kabinett gebildet Kabinett Rhein II; die Grünen wurden nicht mehr an der Regierung beteiligt.

#### Koalition in Baden-Württemberg (seit Mai 2016)
Nach der Landtagswahl 2016, bei der die bisherige grün-rote Landesregierung ihre Mehrheit verlor und auch die CDU keine Koalition in einem Dreierbündnis mit FDP und SPD erreichen konnte, einigten sich die Grünen und die CDU nach Sondierungsgesprächen zur Aufnahme von Koalitionsgesprächen. Diese endeten erfolgreich und am 2. Mai 2016 wurde der grün-schwarze Koalitionsvertrag der Öffentlichkeit vorgestellt. Das Kabinett Kretschmann II war die erste Koalitionsregierung zwischen Grünen und CDU unter Führung der Grünen auf Landesebene. Am 12. Mai 2016 wählte der Landtag von Baden-Württemberg Kretschmann zum Ministerpräsidenten. Nach der Landtagswahl 2021 führten Koalitionsgespräche zwischen den Grünen und der CDU zu der Bildung des Kabinetts Kretschmann III. Am 12. Mai 2021 wählte der Landtag von Baden-Württemberg Kretschmann erneut zum Ministerpräsidenten.

#### Koalition in Nordrhein-Westfalen (seit Juni 2022)
Bei der Landtagswahl 2022 verlor die schwarz-gelbe Landesregierung ihre Mehrheit. Rot-Grün, vor der Wahl diskutiert, erreichte ebenfalls keine Mehrheit. Potentiell hatten eine Ampel-Koalition und eine schwarz-grüne Koalition eine Mehrheit im Landtag. Aufgrund des schlechten Ergebnisses der FDP lehnten die Freien Demokraten eine Beteiligung an einer Ampel-Koalition ab.
Ende Mai 2022 wurden nach erfolgreichen schwarz-grünen Sondierungen die Koalitionsverhandlungen gestartet. Am 23. Juni 2022 wurde der fertige Koalitionsvertrag der Öffentlichkeit präsentiert. Die Koalitionsverhandlungen verliefen sehr ruhig. Auf den jeweiligen Parteitagen am 25. Juni 2022 wurde der Koalitionsvertrag von den Parteien bestätigt. Bei der CDU votierten die Delegierten beinahe einstimmig für den Vertrag. Bei den Grünen erhielt der Vertrag eine Zustimmung von 85 %.
Am 27. Juni 2022 wurde der Vertrag unterschrieben, am 28. Juni 2022 wurde Hendrik Wüst (CDU) im ersten Wahlgang zum Ministerpräsidenten gewählt und am 29. Juni 2022 wurde das erste schwarz-grüne Kabinett in NRW ernannt und vereidigt.

#### Koalition in Schleswig-Holstein (seit Juni 2022)
Die CDU verpasste bei der Landtagswahl 2022 knapp die absolute Mehrheit. Anschließend gab es mehrere Koalitionsoptionen. Der amtierende Ministerpräsident und CDU-Spitzenkandidat Daniel Günther favorisierte die Weiterführung der Jamaika-Koalition, obwohl Schwarz-Grün, sowie Schwarz-Gelb eine einfache Mehrheit hätten. Nachdem die Sondierungen gescheitert sind, entschied sich die CDU für schwarz-grüne Koalitionsverhandlungen.
Am 22. Juni 2022 wurde der Vertrag der Öffentlichkeit präsentiert. Nachdem die Parteitage zugestimmt hatten, wurde Günther am 29. Juni 2022 wiedergewählt und ernannte sein schwarz-grünes Kabinett.

### Schwarz-Grün auf Bundesebene
Bei den Grünen plädieren Bundespolitiker wie Jerzy Montag, Werner Schulz und Reinhard Loske für Schwarz-Grün als weitere Möglichkeit grüner Beteiligung an der Bundesregierung.
Vor der Bundestagswahl 2005 lehnte der damalige Bundesaußenminister und Grünen-Politiker Joschka Fischer Schwarz-Grün ab: „Ich wüsste nicht, wie ich mit Angela Merkel und Herrn Kirchhof eine gemeinsame Politik vereinbaren sollte.“ (Zitat vom 6. September 2005). Gleichwohl riet er seiner Partei nach dem Urnengang die Öffnung „auch hin zu den bürgerlichen Parteien, aber das sehr vorsichtig“.
Nach der Bundestagswahl 2005 erreichte eine schwarz-grüne Koalition allein keine Mehrheit, sondern nur zusammen mit der FDP. Diese Konstellation, die für die Bundesebene erstmals nach der Bundestagswahl zur Debatte stand, wird als Jamaika-Koalition oder Schwampel (für: Schwarze Ampel) bezeichnet. Die CDU-Vorsitzende Angela Merkel, die in ihrem Buch Mein Weg Schwarz-Grün auf Bundesebene noch eine Absage erteilt hatte („In diesem Jahrzehnt nicht mehr.“), zeigte nach der Bundestagswahl Bereitschaft, auch über eine Jamaika-Koalition zu verhandeln.
Die grüne Bundestagsvizepräsidentin Katrin Göring-Eckardt warb 2007 für eine Jamaika-Koalition, in der die Grünen als „ökologisch-soziales Gewissen“ fungieren könnten. Auch der frühere grüne Finanzexperte Oswald Metzger galt als Advokat einer Zusammenarbeit von Union und Grünen. Er trat allerdings im November 2007 aus der Partei Bündnis 90/Die Grünen aus und im März 2008 in die CDU ein, wodurch das schwarz-grüne Projekt auf Seiten der Grünen einen prominenten Fürsprecher verlor.
Nach der Bundestagswahl 2017 erteilte die SPD einer weiteren Regierungsbeteiligung mit Hinblick auf das Ergebnis zunächst eine Absage. Union, FDP und Grüne führten erstmals auf Bundesebene zu Sondierungsgesprächen zu einer Jamaika-Koalition. Die FDP brach diese nach vier Wochen ab.
Der FDP-Bundesvorsitzende Christian Lindner äußerte, es sei „besser, nicht zu regieren, als falsch zu regieren.“

### Argumente für und gegen Schwarz-Grün
Im Vergleich zu anderen Konstellationen ist dieses Modell noch recht jung, da beide Lager lange Zeit einer Zusammenarbeit ablehnend gegenüberstanden. Es gibt aber in beiden Lagern einige Stimmen für eine schwarz-grüne Koalition, auch auf Ebene der Flächenländer oder des Bundes. Dies geht einher mit einer sozioökonomischen Annäherung der Wählermilieus von Grünen und Union („Neue Bürgerlichkeit“), die aber nicht notwendigerweise mit einer politischen Annäherung verbunden ist. Als gemeinsame Werte und Anliegen werden die Bewahrung der Schöpfung, Subsidiarität, Dezentralität, Selbstverantwortung des Individuums, solide Finanzen, eine intakte Heimat und eine gesunde Umwelt genannt.
Die Unionsparteien suchen eine strategische Koalitionsalternative. Die SPD ist in den letzten Jahren in Bund oder Ländern Koalitionen mit der CDU (rot-schwarze Koalition), mit der FDP (Sozialliberale Koalition), mit den Grünen (rot-grüne Koalition) und der PDS bzw. Linkspartei (rot-rote Koalition) sowie eine Minderheitsregierung mit PDS-Tolerierung (Magdeburger Modell), Ampelkoalitionen (mit FDP und Grünen) und in Schleswig-Holstein eine Koalition mit Grünen und SSW, die sogenannte Dänen-Ampel, eingegangen. Die SPD hat also sieben Koalitionsvarianten verwirklicht. Der CDU hingegen bleiben als Koalitionsoptionen derzeit nur Schwarz-Gelb und Schwarz-Rot. So hatte der damalige CDU-Spitzenkandidat und von 2005 bis 2010 regierender NRW-Ministerpräsident Jürgen Rüttgers seinen zeitweiligen Flirt mit den Grünen vor der NRW-Landtagswahl 2005 damit erklärt, dass es „mir ein großes Maß an Freiheit“ eröffne, mehrere Koalitionsoptionen zu haben.
Die Grünen haben mit der erprobten rot-grünen Koalition, möglichen Bündnissen unter Einbeziehung der Linkspartei (rot-rot-grüne Koalition) sowie der allerdings nur selten realisierbaren Ampelkoalition eine breitere Palette von Koalitionsmöglichkeiten. Alle diese Bündnisse hängen jedoch zwingend mit einer Regierungsbeteiligung der SPD zusammen. Allein die realistische Möglichkeit einer schwarz-grünen Koalition stärkt die Verhandlungsposition der Grünen gegenüber der SPD. Für die Grünen spricht zudem ein weiteres Argument für Schwarz-Grün: Wo die Linkspartei stark ist, hat ein Bündnis aus SPD und Grünen kaum eine Chance, eine Koalition ohne eine dritte Partei, also die Linke oder die FDP, einzugehen.
Mit der von den Grünen heftig bekämpften Laufzeitverlängerung deutscher Kernkraftwerke der schwarz-gelben Bundesregierung im Herbst 2010 entfernten sich Union und Grüne wieder voneinander. Die Union machte die Grünen ab Ende 2010 als neuen Hauptgegner aus. Wegen der Ablehnung verschiedener Großprojekte wie des Bahnhofsumbaus Stuttgart 21 oder der Münchner Olympiabewerbung bezeichneten Politiker von CDU, CSU und FDP im Wahlkampf das Bündnis 90/Die Grünen wiederholt als „Dagegen-Partei“. Angela Merkel erklärte im November 2010 ein schwarz-grünes Bündnis als „Hirngespinst“.
Nach dem im Juni 2011 aufgrund der Nuklearkatastrophe von Fukushima beschlossenen Atomausstieg schien dieser Streitpunkt zwischen den Unionsparteien und den Grünen wieder beseitigt. Mit den Veränderungen auf den internationalen Energiemärkten im Jahr 2022 (Reaktion mit Handelsveränderungen oder Sanktionen auf den Russischen Überfall auf die Ukraine 2022) ist jedoch eine Laufzeitverlängerung für deutsche AKW wieder Thema, genau wie Veränderungen rund um den Kohleausstieg in Deutschland.

## Österreich
Schwarz-Grün bezeichnet in Österreich eine Koalition zwischen ÖVP und den Grünen. Nach der Umfirmierung der Parteifarbe unter Sebastian Kurz 2017 spricht man auch von Türkis-Grün, derzeit aber oft noch explizit nur für die Bundesebene.

### Bundesebene
Auf Bundesebene gab es nach der Nationalratswahl 2002 längere Regierungsverhandlungen zwischen der ÖVP und den Grünen. ÖVP-Kanzler Schüssel hatte seinerzeit die seit 2000 bestandene schwarz-blaue Koalition (Bundesregierung Schüssel I) beendet und vorzeitige Neuwahlen veranlasst. Die Koalitionsgespräche scheiterten aber nicht zuletzt wegen Uneinigkeiten in Sozial- und Pensionsfragen, bei Studiengebühren und militärischen Rüstungsprojekten. Letztlich entschied sich Schüssel für eine erneute Koalition mit den Freiheitlichen (Bundesregierung Schüssel II).
Dennoch galten die Grünen seither als möglicher Regierungspartner der ÖVP und sind somit nicht mehr ausschließlich an die SPÖ als Majorität der Linken gebunden. Die grüne Spitzenkandidatin Ulrike Lunacek schloss jedoch aufgrund des rechteren Kurses der Kurz-ÖVP eine Koalition mit dieser nach der Nationalratswahl 2017 aus.

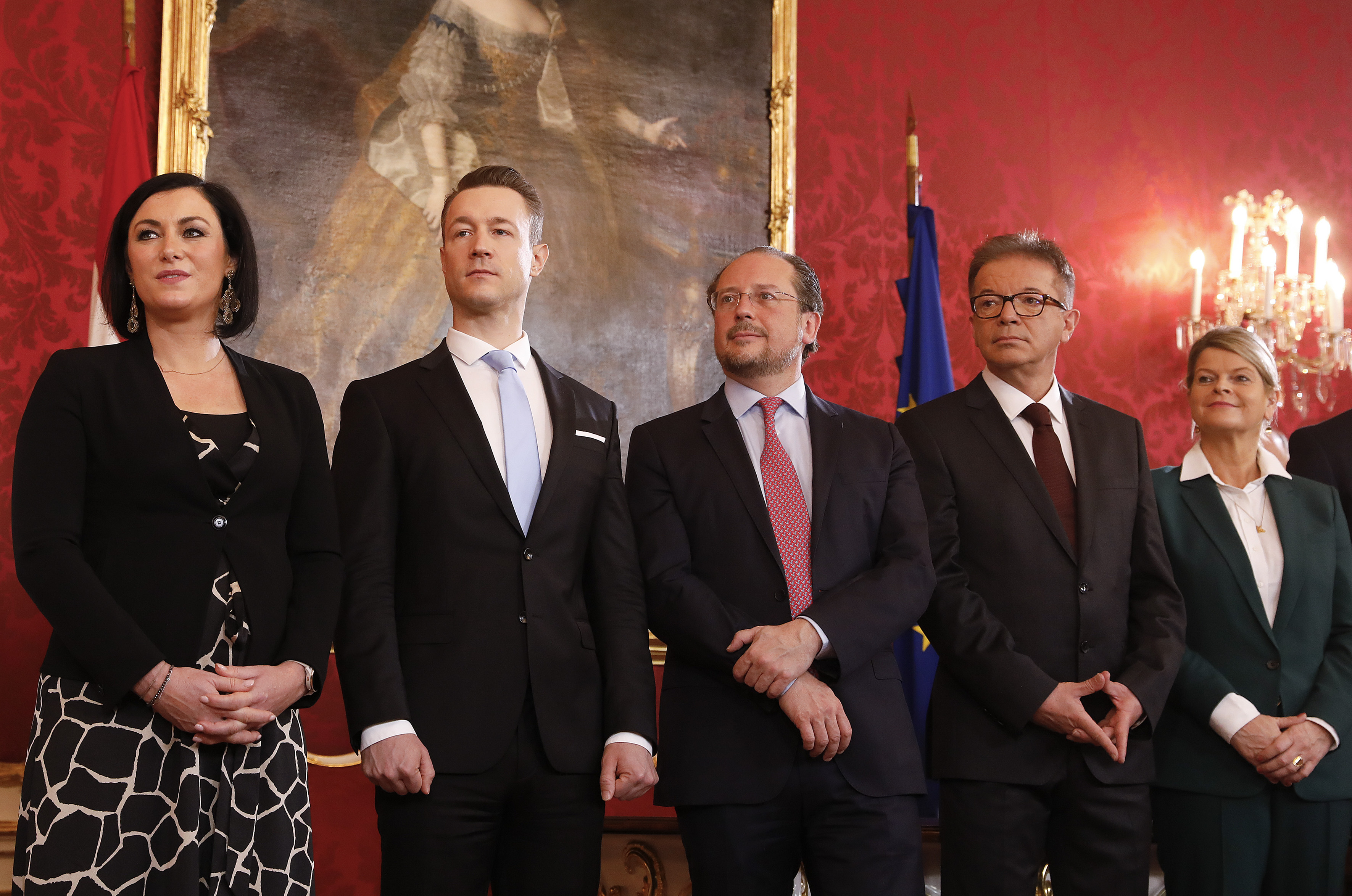
Angelobung der Bundesregierung Kurz II am 7. Jänner 2020.

Nach der Wahl 2019 wurde zwischen Kurz und Werner Kogler über eine türkis-grüne Koalition verhandelt. Am 1. Jänner 2020 verkündeten sie zusammen, eine Einigung gefunden zu haben. Der Bundeskongress der Grünen stimmte am 4. Jänner 2020 mit 93,18 Prozent der Stimmen für die erstmalige Regierungsbeteiligung der Partei. Die Bundesregierung Kurz II wurde als türkis-grüne Koalition am 7. Jänner angelobt. Diese Regierungskoalition wurde ab dem 11. Oktober 2021 nach dem Rücktritt von Sebastian Kurz als Bundeskanzler unter dessen Nachfolgern Alexander Schallenberg als Bundesregierung Schallenberg und Karl Nehammer als Bundesregierung Nehammer fortgeführt.

### Landesebene

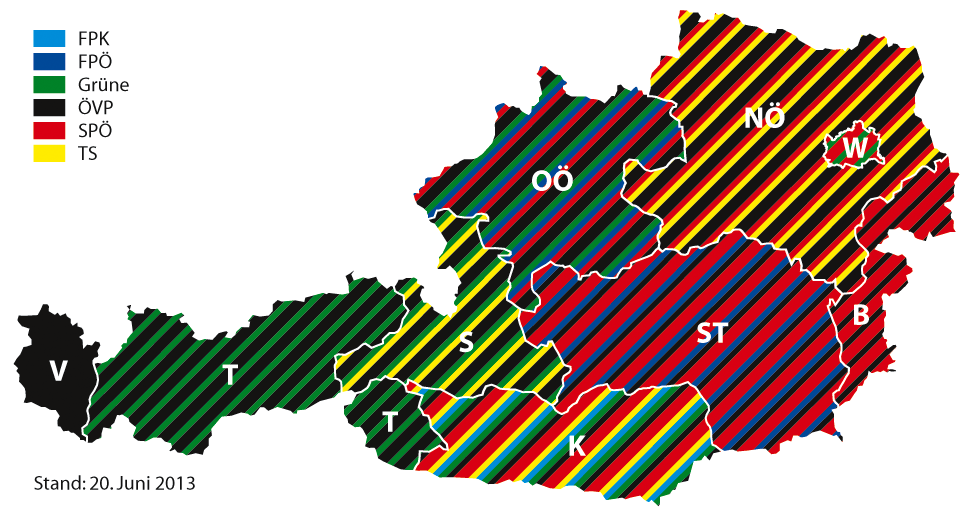
Regierende Parteien 2013

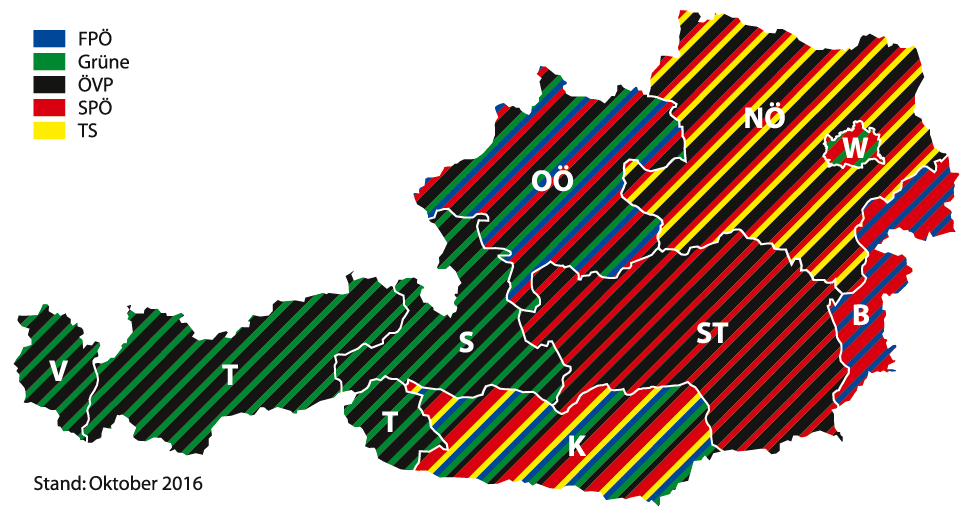
Regierende Parteien 2016

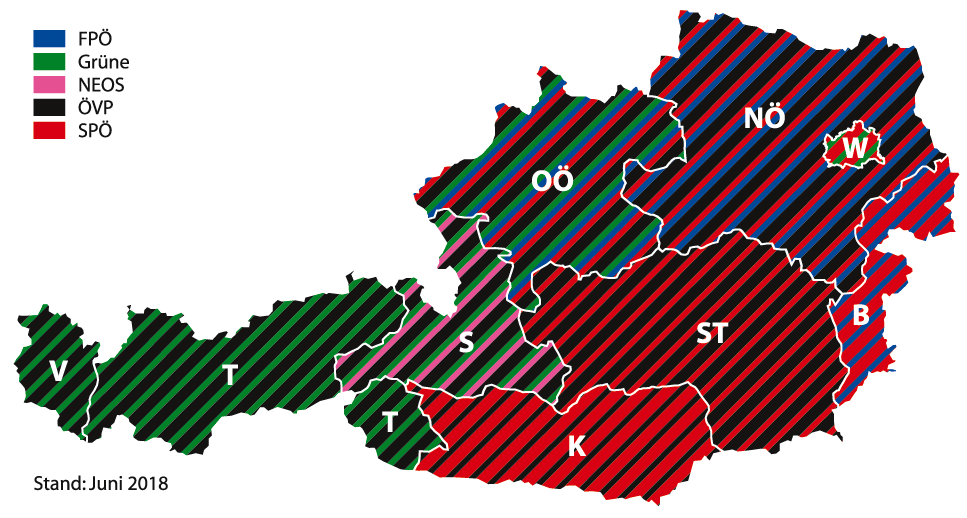
Regierende Parteien 2018

Eine erste Regierungsbeteiligung der Grünen auf Landesebene gab es schon nach der Wahl 1994 in Tirol. Hier arbeitete Eva Lichtenberger (für die Grüne Alternative Tirol GAT) unter ÖVP-Landeshauptmann Weingartner (Regierung Weingartner II) bis 1999. Da bis dahin aber noch nach Proporzsystem verteilt wurde, war das keine Koalition im Sinne des Begriffs. Als 1999 auf das Koalitionssystem umgestellt wurde, waren die Grünen bei etwa gleichem Stimmenanteil nicht mehr in der Regierung vertreten.
Nach der Landtagswahl in Oberösterreich 2003 entstand eine auf einem Koalitionsabkommen basierte Regierungszusammenarbeit (Landesregierung Pühringer III) zwischen Schwarz und Grün auf Landesebene, die erste ihrer Art auf subnationaler Ebene in Europa. Anlässlich des dreijährigen Bestehens lobten sowohl ÖVP als auch Grüne die Zusammenarbeit. Nach der Landtagswahl 2009, bei der beide Parteien ihren Stimmanteil ausbauen konnten, wurde die Koalition fortgesetzt. Nach der Landtagswahl 2015 war eine Fortsetzung der Regierungszusammenarbeit nicht möglich. Aufgrund starker Verluste der ÖVP und nur leichter Zugewinne der Grünen besaßen die beiden Parteien zusammen zwar weiterhin eine Mehrheit in der nach dem Proporzsystem zusammengesetzten Landesregierung, nicht mehr jedoch im oberösterreichischen Landtag. Es kam infolgedessen zu einer Zusammenarbeit von ÖVP und FPÖ.
Die Landtagswahl in Tirol 2013 brachte eine Schwarz-Grüne Koalition hervor, es regierten Landeshauptmann Günther Platter (ÖVP) und Ingrid Felipe (Grüne). Die Zusammenarbeit wurde nach der Landtagswahl 2018 fortgesetzt. Nach dem Verlust der Mehrheit bei der Wahl 2023, kam es zu einer schwarz-roten Koalition.
Von der Landtagswahl in Vorarlberg 2014 bis zur Landtagswahl in Vorarlberg 2024 regierte auch dort Schwarz-Grün. Danach wurde die Zusammenarbeit nicht mehr fortgesetzt, obwohl nach wie vor eine Mandatsmehrheit bestanden hätte.
In Salzburg gab es von 2013 bis 2023 eine Zusammenarbeit zwischen ÖVP und Grünen, anfangs im Rahmen einer schwarz-grün-gelben Koalition mit dem Team Stronach. Zwischen 2018 und 2023 regierte ein schwarz-grün-pinkes Bündnis (unter Einbeziehung der NEOS). 2023 verlor die Koalition ihre Mandatsmehrheit, die NEOS erreichten die 5-%-Hürde nicht mehr.
Die Grünen waren 2013–2018 auch in Kärnten in der Landesregierung vertreten. Es kam hier zu einer rot-schwarz-grünen Koalition unter Landeshauptmann Peter Kaiser.

### Gemeindeebene
In mehreren größeren und kleineren Städten in Österreich regieren schwarz-grüne Bündnisse, unter anderem in Bregenz, Klosterneuburg, Mödling, Baden bei Wien sowie von 2008 bis 2012 in Graz.

## Regierungsbündnisse konservativer und grüner Parteien in anderen Ländern
In Tschechien regierte von Anfang 2007 bis Frühjahr 2009 eine Koalition (Regierung Mirek Topolánek II) aus der konservativen Demokratischen Bürgerpartei, der christdemokratischen KDU-ČSL und der grünen Strana Zelených.
In Irland regierte ab Juni 2007 die Green Party gemeinsam mit der liberalkonservativ-populistischen Partei Fianna Fáil und den liberalen Progressive Democrats. Bei der Neuwahl im Februar 2011 verlor sie alle Sitze, während Fianna Fáil zum ersten Mal seit 1932 nicht stärkste Partei wurde und 51 ihrer 71 Sitze verlor. Für das schlechte Abschneiden der Regierungsparteien wurde vor allem die irische Wirtschaftskrise verantwortlich gemacht. Die christdemokratische Fine Gael und die sozialdemokratische Irish Labour Party bildeten daraufhin eine Regierung.
2020 kam es zu einer Koalition zwischen Fianna Fáil, Fine Gael und der Green Party, in der – im Rahmen des israelischen Modells – zunächst Micheál Martin und anschließend (erneut) Leo Varadkar als Taoiseach amtierte.
In Finnland regierte von 2007 bis 2011 ein Bündnis aus Zentrumspartei, den Konservativen, dem Grünen Bund und der Schwedischen Volkspartei.